# DELAER RX-3
El DELAER RX-3 (del inglés: delivery and Aerial, "entrega y aérea") es un vehículo aéreo no tripulado (UAV) táctico actualmente en desarrollo por un consorcio formado por empresas privadas griegas y la Universidad Aristóteles de Tesalónica. Es capaz de realizar misiones de vigilancia fronteriza y entrega aérea de suministros salvavidas a islas y territorios continentales a través de su bahía de carga interna. Se está considerando un posible uso futuro para operaciones militares.